# Skibbroen (Flensborg)
Skibbroen (dansk) eller Schiffbrücke (tysk) er en gade beliggende i midtbyen af Flensborg. Gaden strækker sig over cirka 800 meter fra Skibbropladsen i syd til Nørreporten i nord. Gaden løber langs havnen i den indre vinkel af Flensborg Fjord. Fra bykernen tilstødende gader og stræder er Nørrefiskergade, Herrestaldene, Oluf-Samson-Gangen, Sejlmagergade, Nygade og Skibbrogade. Mod syd fortsætter Skibbroen som Nørregårdender, mod nord som Værftgaden (Werftstraße).
Navnet Skibbro hentyder til en kaj eller et bolværk, hvorved skibe kan lægge til. Fra Skibbroen sejler endnu i dag fjord-færgerne til Lyksborg og Sønderborg. Ved Skibbroen ligger også byens skibfartsmuseum, museumshavn og Hotel Hafen Flensburg. Med Kompagniporten ligger der også en af de to bevarede byporte i Flensborg. Gadenavnet findes også i den ældre form Skibsbroen.